# Benzoat de sodi
El benzoat de sodi (antigament benzoat sòdic) de fórmula química NaC₆H₅CO₂; és un additiu alimentari molt usat com a conservant dels aliments amb els codi E E211. És la sal de sodi de l'àcid benzoic i existeix en aquesta forma quan es dissol en aigua. Es pot produir per reacció de l'hidròxid de sodi amb l'àcid benzoic.

## Usos
És un conservador d'aliments, un agent bacteriostàtic i fungiestàtic sota condicions àcides. Es fa servir molt en aliments àcids com els additius d'amanides, el vinagre, les begudes carbonatades, confitures i codonyats, sucs de fruites, adobs i condiments. També es fa servir com conservant en medicines i cosmètics.
També es fa servir en pirotècnia com a combustible.
El benzoat de sodi es produeix per la reacció química de neutralització entre l'àcid benzoic i hidròxid de sodi. La concentració de benzoat de sodi està limitada per la FDA dels Estats Units a un 0,1% en pes. No té efectes adversos en la salut humana fins a una dosi de 647–825 mg/kg de pes corporal i dia.
Els gats tenen un baix nivell de tolerància al benzoat de sodi. Però es permet el seu ús com additiu alimentari per animals a un nivell del 0,1%.

## Mecanisme d'acció
El mecanisme s'inicia amb l'absorció per la cèl·lula. Si el pH intracel·lular canvia a 5 o més baix la fermentació anaeròbica de la glucosa a fosfofructoquinasa decreix un 95%.

## Seguretat i salut
En combinació amb àcid ascòrbic (vitamina C, E300), el benzoat de sodi i el benzoat de potassi forma benzè que és un carcinogen, tanmateix els nivells de consum formats estan per sota dels considerats perillosos.

## Estatus
- British Pharmacopoeia[9][10][11]
- Food Chemical Codex[9]
- European Pharmacopoeia[9]
- Japanese Pharmacopoeia[12]
- United States Pharmacopeia 29[13]